# شاونی لند (ویرجینیا)
شاونی لند (به انگلیسی: Shawnee Land) یک منطقهٔ مسکونی در ایالات متحده آمریکا است که در شهرستان فردریک، ویرجینیا واقع شده‌است. شاونی لند ۱٬۸۷۳ نفر جمعیت دارد.